# Kleszczów (Żory)
Kleszczów – część miasta oraz jedna z dzielnic miasta Żory.

## Historia
Zanim w wyniku procesów urbanizacyjnych Kleszczów stał się obecną dzielnicą miasta Żory, był osobną wsią notowaną jako Kliszczów. 
Topograficzny opis Górnego Śląska z 1865 roku notuje stosunki ludnościowe na terenie wsi - "Es befinden sich in Kliszczow in 88 Haushaltungen mit 399 nur polnisch Sprechende(...).", czyli w tłumaczeniu na język polski: "W Kliszczowie znajduje się 88 gospodarstw domowych z 399 mieszkańcami mówiącymi tylko po polsku(...)".

## Demografia
Obecnie w Kleszczowie mieszka około 1870 mieszkańców i ciągle ich przybywa. W ostatnich 10 latach przybyło ok. 400 mieszkańców. 
| Rok  | Liczba mieszkańców |
| ---- | ------------------ |
| 1994 | 1056               |
| 1996 | 1127               |
| 1998 | 1152               |
| 2000 | 1309               |
| 2002 | 1398               |
| 2004 | 1473               |
| 2006 | 1576               |
| 2014 | 1870               |

Źródło statystyki: Irena Przeliorz, Zasoby i samodzielne inicjatywy mieszkańców Gminy Żory -diagnoza społeczności lokalnej [online], Żory, 2015 [dostęp 2017-04-09] [zarchiwizowane z adresu 2017-04-12].

## Kultura
Dzielnica posiada własny Ośrodek Kultury - świetlicę powstałą w latach 80 XX wieku

## Sport
W 2011 roku powstał pierwszy w historii dzielnicy piłkarski klub sportowy. Został on powołany pod nazwą KS Kleszczów 14 stycznia 2011 w celu promowania piłki nożnej i innych dyscyplin sportowych.
W skład Komitetu Założycielskiego weszli: Hanna Lazar, Piotr Frysz, Leszek Kamiński i Arkadiusz Kuś. Na zebraniu założycielskim, którego przewodniczącym był Piotr Kosztyła, uchwalono statut KS Kleszczów i wybrano zarząd klubu. Prezesem został Piotr Frysz. Powołano organ kontroli wewnętrznej – Komisję Rewizyjną z przewodniczącym Arkadiuszem Kuś. 
Obecnym prezesem zarządu klubu jest Robert Lazar.

## Edukacja
W Kleszczowie działa Zespół Szkolno-Przedszkolny nr 6.

## Przyroda
W Kleszczowie znajdują się trzy stawy – Kleszczowiok, Kaganiec i Łakota. Dużą część dzielnicy zajmują tereny leśne.

## Religia
W Kleszczowe znajduje się kościół p.w Matki Bożej Częstochowskiej, działa również parafia p.w Matki Bożej Częstochowskiej. 